# Chrysobothris paramodesta
Chrysobothris paramodesta (лат.) — вид жуков-златок рода Chrysobothris из подсемейства Buprestinae. Длина тела взрослых насекомых (имаго) 10—14 мм, ширина 4—6 мм. Основная окраска медно-коричневая с бронзовым отливом. Бёдра ног без пучка волосков на внутреннем крае. У самцов третий членик антенн вытянутый. Эдеагус самцов с парамерами наиболее широкими около латеральных зубцов, вершина пениса узкая. Пигидиум самок сильно сдавлен, с сильным срединным килем. Обитают в Северной Америке (Мексика). Вид был впервые описан в 1975 году американским колеоптерологом Gayle H. Nelson (1926—2005) и назван Ch. paramodesta из-за сходства с видом Chrysobothris modesta.